# Ole Lukøje
Ole Lukøje eller Jon Blund er en eventyrfigur fra nordisk og tysk folkedigtning. Ole Lukøje har til opgave at få børn til at sove. Figuren fremstilles som en lille mand eller nisse, der drysser sand i børns øjne for at få dem til at lukke øjnene og drømme sødt.
H.C. Andersen har beskrevet Ole Lukøje i sit eventyr Ole Lukøie. Han er dog så hensynsfuld, at han i stedet for sand lader Ole Lukøie sprøjte "sød mælk" i børnenes øjne.
I værket Røverstuen ses at også Steen Steensen Blicher var bekendt med figuren.
Den mytologiske figur og Andersens eventyr inspirerede Peter Lemche til sangen Den lille Ole med Paraplyen.